# Au am Leithaberge
Pour les articles homonymes, voir Au.
Au am Leithaberge est une commune autrichienne du district de Bruck an der Leitha en Basse-Autriche.